# Weißenburg in Bayern
Weißenburg in Bayern (også Weißenburg i.Bay., tidligere Weißenburg im Nordgau, Weißenburg am Sand) er administrationsby i den mittelfrankiske Landkreis Weißenburg-Gunzenhausen i den tyske delstat Bayern.
Den gamle bydel i Weißenburg er et af de mest imponerende bycentre og monumenter i regionen. Fra en romersk bosættelse omkring fortet Biriciana - Limes var kun få kilometer væk - og først nævnt i et dokument i 867, blev byen bygget omkring en frankisk kongehof og fik i begyndelsen af det 14. århundrede status som en fri kejserlig by, som de kunne hævde indtil 1802. Det historiske bybillede er præget af de stort set bevarede bymure, det gotiske rådhus, Stadtkirche St. Andreas og Ellinger Tor.

## Geografi
Weißenburg ligger i den del af Westmittelfrankens der kaldes Altmühlfranken, syd for Nürnberg, nordvesst for Ingolstadt, nord for Augsburg og sydøst for Ansbach. Schwäbische Rezat løber gennem byen, mod syd i kommunen løber Fossa Carolina. Andre vandløb er Bösbach, Weimersheimer Bach, Hammerstadtgraben, Kühlenbach og Schambach. Omkring fire kilometer syd for Weißenburg løber Altmühl, der bliver drejet mod syd af det europæiske hovedvandskel mellem Weißenburg og Treuchtlingen.
Byen ligger i Naturpark Altmühltal og i Weißenburger Bucht. Den har lagt navn til Weißenburger Alb, nær Eichstätter Alb de to sydvestlige dele af Fränkische Alb. 

### Nabokommuner
Nabokommuner er mod nord, Höttingen og Ettenstatt, mod nordøst Bergen, mod øst Burgsalach, mod sydøst Raitenbuch og Schernfeld (Landkreis Eichstätt), mod syd Pappenheim, mod sydvest Treuchtlingen , mod vest Alesheim og mod nordvest Ellingen.

### Inddeling
I kommunen er der ud over Weißenburg 26 bydele og landsbyer:
| - Dettenheim - Emetzheim - Gänswirthshaus - Haardt - Hagenbuch - Hammermühle - Hattenhof | - Häuser am Wülzburger Berg - Heuberg - Holzingen - Kattenhochstatt - Kehl - Laubenthal | - Markhof - Niederhofen - Oberhochstatt - Potschmühle - Rothenstein - Schleifer am Berg - Schmalwiesen | - Stadelhof - Suffersheim - Weimersheim - Weißenburg i.Bay. - Weißenhof - Wülzburg |